# Journaux confisqués pour collaboration
À l'issue de la Seconde Guerre mondiale, un certain nombre de journaux français furent saisis pour cause de collaboration avec l'occupant allemand, en vertu de la loi du 11 mai 1946.
Le plus souvent, l'équipe de rédaction changea et les moyens d'imprimerie furent donnés à des résistants. Parfois le titre, souvent très ancien, s'arrêta.

## Résumé du texte de loi
Sont concernés :
- Journaux, écrits périodiques, agences de publicité, agences photographiques.
- Pour ne pas être inquiétées, les sociétés doivent avoir arrêté leurs activités 15 jours au maximum après le 25 juin 1940 dans la zone nord (date de l'entrée en vigueur de l'armistice du 22 juin 1940), ou le 11 novembre 1942 dans la zone sud (date de l'invasion de cette zone par l'Allemagne).
- Toutefois, l'État se réserve le droit d'autoriser un titre de manière unilatérale. Une liste (à retrouver) fut publiée par décret.
- Les journaux scientifiques, techniques, professionnels ne sont pas saisis.
- Les biens matériels (imprimerie) et immatériels (titre) sont en pratique transférés à l'État par l'intermédiaire de la Société nationale des entreprises de presse (voir plus bas), supprimée le 30 juin 1992 par l'article 63 de la loi de finances rectificative pour 1991[2].

## Journaux concernés
- La Petite Gironde
- La France de Bordeaux et du Sud-Ouest[3]
- Le Petit Parisien, devenu Le Parisien
- Le Nouvelliste de Lyon
- Le Phare de la Loire, devenu La Résistance de l'Ouest, puis Presse-Océan
- Le Petit Marseillais
- La Dépêche, à Toulouse, devenue La Dépêche du Midi
- Le Journal de l'Ain, à Bourg-en-Bresse, devenu La République nouvelle
- Cherbourg-Éclair, à Cherbourg
- L'Ouest-Éclair, à Rennes, devenu Ouest-France